# Blankenburg (Turingia)
Blankenburg es un municipio situado en el distrito de Unstrut-Hainich, en el estado federado de Turingia (Alemania), a una altitud de 270 metros. Su población a finales de 2016 era de unos 150 habitantes y su densidad poblacional, 20 hab/km².
Se encuentra ubicado al norte de la ciudad de Eisenach, al noroeste de Erfurt —la capital del estado—, y a poca distancia al este de la frontera con el estado de Hesse.